# Alberto Nepomuceno
Alberto Nepomuceno (Fortaleza, 6 juillet 1864 – Rio de Janeiro, 16 octobre 1920 ), est un compositeur et chef d'orchestre brésilien. Considéré comme le « père » du nationalisme dans la musique classique brésilienne, il laissa inachevé l'opéra O Garatuja (voir liste des œuvres à la fin de l'article), d'après l'œuvre homonyme de José de Alencar. Il composa deux opéras complets, Artemis et Abul, tous deux sans thématique nationaliste. Des recherches récentes ont montré que Nepomuceno composa des œuvres modernistes, allant jusqu'à des essais de polytonalité comme dans les variations pour piano opus 29.

## Jeunesse tourmentée
Fils de Vítor Augusto Nepomuceno et de Maria Virgínia de Oliveira Paiva, Nepomuceno fut initié à la musique par son père, violoniste, professeur, chef d'orchestre et organiste de la cathédrale de Fortaleza. En 1872 il s'installa avec sa famille à Recife, où il commença à étudier le piano et le violon.
Prenant à charge sa mère et sa sœur après le décès de son père, en 1880, Nepomuceno fut contraint de trouver un emploi de typographe et se mit à donner des cours particuliers de musique. Il dut alors renoncer à poursuivre ses études de Lettres. Malgré le peu de temps libre qui lui restait, il réussit à poursuivre ses études de musique auprès du chef d'orchestre Euclides Fonseca.
Pendant sa jeunesse, il se lia d'amitié avec des élèves et des professeurs de la Faculté de Droit de Recife, comme Alfredo Pinto, Clóvis Bevilaqua et Farias Brito. La Faculté, à cette époque, était un grand centre intellectuel brésilien, bouillonnant d'idées et de thèses sociales d'avant-garde, comme les études sociologiques de Manuel Bonfim et de Tobias Barreto, sans parler des théories darwinistes et spenceristes de Sílvio Romero. Ce fut Barreto qui donna à Nepomuceno le goût pour l'étude de la langue allemande et de la philosophie.
Nepomuceno devint un défenseur actif des causes républicaines et de l'abolition de l'esclavage dans le Nordeste brésilien, et prit part à de nombreuses manifestations. Il ne délaissa pas, cependant, ses activités de musicien, et fut nommé, à l'âge de dix-huit ans, directeur des concerts du Club Carlos Gomes de Recife. En tant que violoniste, il prit part à la première de l'opéra Leonor, d'Euclides Fonseca, qui eut lieu dans le Théâtre Santa Isabel de Recife.
De retour dans l'État du Ceará avec sa famille, il se rapprocha de João Brígido et de João Cordeiro, défenseurs du mouvement abolitionniste, et collabora avec divers journaux acquis à la cause. En raison de ses activités politiques, sa demande de bourse auprès du gouvernement impérial brésilien pour étudier en Europe fut rejetée.

## Dans la ville impériale
En 1885, Nepomuceno s'installa dans la ville de Rio de Janeiro, où il fut accueilli dans la résidence de la famille Bernardelli. Il reprit alors ses études de piano au Club Beethoven, où il se présenta aux côtés d'Artur Napoleão. Peu de temps après, il fut nommé professeur de piano du club, où travaillait également en tant que bibliothécaire l'écrivain Joaquim Maria Machado de Assis.
La capitale du Brésil impérial, à cette époque, vivait un grand moment d'effervescence sociale, politique et culturelle. Dans le domaine social, c'était l'époque de la croissance démographique vertigineuse due à l'augmentation du flux migratoire de travailleurs à la recherche d'emploi. Sur le plan politique, les attaques des mouvements abolitionniste et républicain à l'encontre de la monarchie brésilienne allaient bon train. Sur le champ littéraire, les mouvements romantique, symboliste et naturaliste, en vogue en Europe, influençaient bon nombre d'écrivains brésiliens, comme Olavo Bilac, Joaquim Maria Machado de Assis, Aluísio Azevedo et Coelho Neto.
Le grand intérêt de Nepomuceno pour la littérature brésilienne et pour la mise en valeur de la langue portugaise le rapprocha de certains des plus grands auteurs de l'époque. De cette fréquentation des poètes et des écrivains naquirent plusieurs œuvres, telles que Artémis (1898) sur un texte de Coelho Neto, Coração triste (Cœur triste, 1899) en collaboration avec Machado de Assis et Numa concha (Dans un coquillage, 1913) en collaboration avec Olavo Bilac.
| Tu as un don artistique admirable Le peuple te plébiscite, constant Car le titre d'artiste et de notable Ne s'octroie pas par le gouvernement | Tens uma fibra de artista e admirável E tens do nosso povo o voto eterno Que o título de artista e de notável Não nasce dos favores do governo[réf. souhaitée] |

L'année précédant l'abolition de l'esclavage, Nepomuceno composa Dança de Negros (Danse de Noirs, 1887), une des premières compositions à utiliser des motifs ethniques brésiliens. Cette œuvre, qui plus tard devint Batuque, de la Série Brésilienne, fut présentée par le compositeur pour la première fois dans l'État du Ceará. D'autres pièces furent composées à cette époque, comme Mazurca, Une fleur (titre original en français), Ave Maria et Marcha fúnebre.
Malgré la méfiance de la famille impériale brésilienne due à ses positions politiques, Nepomuceno, de par son importance sur la scène musicale brésilienne, parvint à être convié par la princesse Isabelle du Brésil à prendre le thé au Palais Imperial.

## L'Europe
Nepomuceno se rendit en Europe en compagnie de ses grands amis, les frères Henrique et Rodolfo Bernardelli, en août 1888, avec l'intention de parfaire sa formation musicale. À Rome, il s'inscrivit à l'académie nationale de Santa Cecilia, et fréquenta les classes d'Harmonie d'Eugenio Terziani et de piano de Giovanni Sgambati. Après le décès de Terziani, il poursuivit ses études avec Cesare De Sanctis.
En 1890 il partit pour Berlin, où il perfectionna sa maîtrise de l'allemand et intégra la Berliner Hochschule für Musik, où il fut élève de composition de Heinrich von Herzogenberg, grand ami de Brahms. Pendant ses vacances, il assistait à Vienne à des concerts de Brahms et de Hans von Bülow. Il rejoignit ensuite le Sternsches Konservatorium de Berlin où, pendant deux ans, il assista aux cours de composition et d'orgue du professeur Arno Kleffel et à ceux de piano de Karl Heinrich Ehrlich.
Nepomuceno fut aussi élève du célèbre Teodor Leszetycki, dont la classe était fréquentée également par la pianiste norvégienne Walborg Bang, avec qui il se maria en 1893. Elle était élève d'Edvard Grieg, le plus important compositeur norvégien de l'époque, figure de proue du nationalisme romantique. Après son mariage, il s'installa chez Grieg à Bergen. Cette amitié fut fondamentale pour l'élaboration par Nepomuceno d'un idéal nationaliste et surtout d'une définition d'une œuvre attentive à la richesse culturelle brésilienne.
Une fois passées les épreuves finales du Sternsches Konservatorium (1894), tout en dirigeant l'Orchestre philharmonique de Berlin avec deux de ses œuvres (Scherzo für grosses orchester et Suíte Antiga), il s'inscrivit à la Schola Cantorum, à Paris, afin de se perfectionner dans les études d'orgue auprès du professeur Alexandre Guilmant. À cette époque, il connut Camille Saint-Saëns, Charles Bordes, Vincent d'Indy et bien d'autres. Il assista à la première mondiale du Prélude à l'après-midi d'un faune, de Claude Debussy, œuvre que Nepomuceno fut le premier à présenter au Brésil, en 1908, lors des festivités du centenaire du décret d'ouverture des ports brésiliens aux nations amies. Sur l'invitation de Charles Chabault, titulaire de la chaire de grec à la Sorbonne, il écrivit la musique de scène pour la tragédie Electra.
En 1900 il rencontra le directeur de l'Opéra d'État de Vienne, Gustav Mahler, afin de négocier la représentation de son opéra Artémis. Il tomba cependant gravement malade, et dut se retirer à Bergen, chez son ami Edvard Grieg.
En 1910, avec le financement du gouvernement brésilien, il réalisa divers concerts de musiques de compositeurs brésiliens à Bruxelles, Genève et Paris. Pendant la tournée, il rendit visite à Debussy dans sa résidence à Neuilly-sur-Seine, de qui il reçut une partition dédicacée de Pelléas et Mélisande.

## Nationalisme
Le 4 août 1895, Nepomuceno donna un concert historique, début d'une campagne qui lui valut de nombreuses critiques et censures. Il présenta pour la première fois, à l'Institut National de Musique, une série de chansons en portugais de son cru. Ce fut le départ de la lutte pour la nationalisation de la musique classique brésilienne. Le concert visait directement ceux qui affirmaient que la langue portugaise était inadaptée au bel canto. La presse s'empara de la polémique et Nepomuceno livra une véritable bataille contre le critique Oscar Guanabarino, ardent défenseur du chant en italien, en affirmant: "Un peuple qui ne chante pas dans sa langue n'a pas de patrie".
Le lutte pour la nationalisation de la musique classique s'amplifia avec le début de ses activités auprès de l'association de concerts populaires, qu'il dirigea pendant dix ans (1896-1906), œuvrant pour la reconnaissance de compositeurs brésiliens. À la demande du vicomte de Taunay, il restaura diverses œuvres du Père José Maurício Nunes Garcia et encouragea des compositeurs populaires comme Catulo da Paixão Cearense.
Son recueil de douze chansons en portugais fut publié en 1904 par Vieira Machado et Moreira de Sá. O Garatuja, comédie lyrique en trois actes fondée sur l'œuvre homonyme de José Martiniano de Alencar, est considéré comme le premier opéra véritablement brésilien de par son inspiration musicale, sa thématique et l'utilisation du portugais. Les rythmes populaires sont aussi présents dans cette œuvre, comme la habanera, le tango, le rythme syncopé du matchiche, le lundu et les rythmes caractéristiques des compositeurs du XIXe siècle, comme Xisto Bahia, ou encore les polkas de Callado et de Chiquinha Gonzaga.
En 1907 il initia la réforme de l'hymne national brésilien portant sur la manière de l'exécuter et sur les paroles de Joaquim Osório Duque Estrada. L'année d'après, le concert de guitare du compositeur populaire Catulo da Paixão Cearense, à l'Institut National de Musique, organisé par Nepomuceno, causa une grande révolte chez les critiques les plus orthodoxes, qui qualifièrent l'événement d'"affront à ce temple de l'art".
Toujours dans le but d'encourager les talents nationaux, Nepomuceno coopéra avec Sampaio Araújo à l'édition des œuvres d'un compositeur controversé récemment découvert: Heitor Villa-Lobos. Nepomuceno alla jusqu'à exiger la présence d'une partition du jeune compositeur au dos de la couverture des éditions de ses propres œuvres distribuées par la maison d'édition Casa Artur Napoleão.

## L'Institut National de Musique
Alberto Nepomuceno commença ses activités à l'Institut National de Musique en tant que professeur d'orgue en 1894. Après le décès de Leopoldo Miguez en 1902, il en fut nommé directeur. En raison d'innombrables pressions et divergences d'ordre politique et administratif, il démissionna de ce poste l'année d'après. Cependant, en raison de son importance pour la musique classique locale, il fut choisi par l'Institut lui-même pour accueillir Saint-Saëns lors de sa visite au Brésil. En 1906 il reprit le poste de directeur après la demande de démission de Henrique Oswald. Lors de son second mandat, il élabora une série de projets visant à institutionnaliser la musique classique brésilienne.
Un des premiers projets lancés par Napomuceno fut la réforme de l'hymne national brésilien et la réglementation de son exécution publique. Il fit placer à l'Institut une stèle en hommage à Francisco Manuel da Silva, avec l'inscription suivante : « Au fondateur du Conservatoire et auteur de l'hymne de sa patrie ». Il fut également nommé directeur musical et chef d'orchestre principal des Concerts Symphoniques de l'Exposition Nationale de Praia Vermelha, à l'occasion du centenaire de l'ouverture des ports. Lors de ces concerts, il présenta pour la première fois au public brésilien les auteurs européens contemporains comme Claude Debussy, Albert Roussel, Glazounov et Nikolaï Rimski-Korsakov, outre les Brésiliens Antônio Carlos Gomes, Barroso Neto, Leopoldo Miguez et Henrique Oswald.
En 1909, il adressa un projet de loi au Congrès National visant à créer un orchestre symphonique subventionné par le gouvernement. En tant que directeur de l'Institut, il accueillit, avec Rui Barbosa et Roberto Gomes, le pianiste Ignacy Paderewski lors de sa visite au Brésil. En 1913 il dirigea, au Teatro Municipal de Rio de Janeiro, le grand Festival Wagner, qui eut pour soliste le ténor Karl Jorn, de Bayreuth.
Responsable de la traduction du Traité d'Harmonie d'Arnold Schönberg, Nepomuceno tenta en 1916 de l'appliquer à l'Institut mais rencontra une forte opposition de la part du corps enseignant. Sentant croître les pressions contraires à ses projets au sein de l'académie, il posa sa démission la même année. Séparé de Walborg et accablé par des difficultés financières, il s'installa chez Frederico Nascimento à Santa Teresa. Son dernier concert au Teatro Municipal eut lieu en 1917. Très malade et affaibli, il décède en 1920 à l'âge de 56 ans. Selon le témoignage de son grand ami Otávio Bevilacqua, le compositeur se serait mis à chanter en sentant l'approche de la mort: « il a chanté toute la nuit jusqu'au dernier soupir en plein jour ».

## Œuvres
Œuvres

### Musique dramatique
- Opéras :
  - Porangaba, 1887-1889
  - Electra, version de 1894
  - Artémis, 1898
  - Abul, 1899-1905
  - O Garatuja (Le griffonnage), inachevé, d'après le roman homonyme de José de Alencar[4], 1904-1920
- Opérette : A cigarra (La Cigale), 1911.
- Épisode lyrique : La Pastorale, 1902

### Musique d'orchestre
- Marcha Fúnebre (Marche Funèbre), 1887
- Prière, 1887
- Suíte da ópera Porangaba (Suite de l'opéra Porangaba), 1887
- Rhapsodie brésilienne, 1887
- Scherzo vivace, 1893
- Suíte Antiga (Suite Ancienne), 1893
- Sinfonia em sol menor (Symphonie en sol mineur), 1893
- (de) Spinnlied (Chanson de toile), 1893
- Largo e ofertório (Largo et offertoire), pour orgue et orchestre, 1896
- Série brasileira (Série brésilienne) :
- # Alvorada na serra (Aube sur la montagne), 1892
- # Intermédio (Intermède), 1891
- # A sesta na rede (La sieste dans le hamac), 1896
- # Batuque, 1888
- Andante expressivo et Serenata (Sérénade), 1902
- Seis valsas humorísticas (Six valses humoristiques), pour piano et orchestre, 1903
- O Garatuja, 1904
- Suíte da ópera Abdul (Suite de l'opéra Abdul), 1906
- Romance e tarentela (tarentelle), pour violoncelle et orchestre, 1908
- Iriel (Scène et Danse), 1916.

### Musique de chambre
- Trio:
  - Trio, para piano, violino e violoncelo (Trio pour piano, violon et violoncelle), 1916.
- Quatuors à cordes:
  - Quarteto, 1889
  - Quarteto no 1, 1890
  - Quarteto no 2, 1890
  - Quarteto no 3, 1891

### Musique instrumentale
- piano:
  - A Brasileira (La Brésilienne), s.d.
  - Melodia (Mélodie), s.d.
  - Seis valsas humorísticas (Six valses humoristiques), s.d.
  - Dança de negros (Danse de Noirs), 1887
  - Scherzo fantástico (Scherzo fantastique), 1887
  - Prece (Prière), 1887
  - Mazurca no 1, 1887
  - Berceuse, 1890
  - Ninna nanna, 1890
  - Mazurca en ré mineur, 1890
  - Folhas d'álbum (Feuilles d'album) 1-6, 1891
  - Une fleur (romance), 1891
  - Sonata, 1893
  - Suíte Antiga (Suite ancienne) en quatre mouvements, 1893
  - Valse impromptu, 1893
  - Diálogo,  (Dialogue), 1894
  - Anelo (Espoir), 1894
  - Galhofeira (Plaisantine), 1894
  - Valse, 1894
  - Líricas no 1 et 2, 1895
  - Tema e variações (Thème et variation) en La Majeur, 1902
  - Variações sobre um tema original (Variations sur un thème original), 1902
  - Quatro peças infantis (Quatre pièces pour enfants), 1903
  - Devaneio (Divagation), 1904
  - Improviso (Impromptu), 1904
  - Barcarola, 1906
  - Dança, 1906
  - Brincando (En jouant), 1906
  - Melodia, 1906
  - Noturno (Nocturne), 1907
  - Série Brasileira (Série Brésilienne), 1908
  - Sinfonia em sol menor (Symphonie en Sol mineur), 1908
  - Noturno no 1, 1910
  - Valsa da cigarra (Valse de la cigale), 1911
  - Noturno no 2, 1912
  - Cloche de Noël, 1916
- orgue:
  - (de) Orgelstücke (Pièces pour orgue), quatre pièces, 1893
  - Prelúdio e fuga, 1894
  - Comunhão, 1895
  - Sonata, 1895
  - Ofertório, 1902
  - Prelúdio e fuga, 1912
- Duos:
  - Mazurca, pour violoncelle et piano, 1887
  - Prece, pour violoncelle et piano, 1887
  - Romance e tarantela, pour violoncelle et piano, 1908
  - Devaneio, pour violon et piano, 1919

### Musique vocale
- Chant et piano
  - Conselho (Antigas modinhas brasileiras) (Conseil (Modinhas anciennes du Brésil)), s.d.
  - Morta (Trovas do norte) (Morte (Rimes du Nord)), s.d.
  - A grinalda (La guirlande), s.d.
  - Amo-te muito (Je t'aime tellement), s.d.
  - Cantiga triste (Chanson triste), s.d.
  - Cantigas (Chansons), s.d.
  - Canto nupcial (Chant nuptial), s.d.
  - (it) Perchè (Pourquoi), 1888
  - (it) Rispondi (Réponds), 1888
  - (it) Serenata di un moro (Sérénade d'un Maure), 1889
  - (it) Tanto gentile tanto onesta pare (Tu sembles si gentille, si honnête), 1889
  - Blomma, 1893
  - Dromd Lycka, 1893
  - (de) Der wunde Ritter (Le chevalier blessé, sur un texte de Heinrich Heine[5]), 1893
  - Ora, dize-me a verdade (Maintenant, dis-moi la vérité), 1894
  - Désirs divers, 1894
  - (de) Einklang (Accord), 1894
  - (de) Sehnsucht vergessen (Oublier la nostalgie), 1894
  - (de) Gedichte (Poèmes), 1894
  - (de) Herbst (Automne), 1894
  - Oraison, 1894
  - (de) Wiegen Sie sauft, 1894
  - Moreninha (Brunette), 1894
  - Moreninha (Medroso de amor) (Brunette (Amoureux craintif)), 1894
  - Madrigal, 1894
  - Mater Dolorosa, 1894
  - Desterro (Exil), 1894
  - Au jardin des rêves, 1895
  - Les yeux élus, 1895
  - La chanson de Gélisette, 1895
  - La chanson du silence (Il flotte dans l'air), 1895
  - Le miroir d'or, 1895
  - Cativeiro (Captivité), 1896
  - Cantos da sulamita (Chants de la Sulamite), 1897
  - Canção do amor (Chanson de l'amour), 1902
  - Sonhei (J'ai rêvé), 1902
  - Oração ao diabo (Prière au diable), 1902
  - Coração triste (Cœur triste), 1903
  - O sono (Le sommeil), 1904
  - Trovas alegres (Rimes joyeuses), 1905
  - Trovas tristes (Rimes tristes), 1905
  - Hidrófana (Hydrophane), 1906
  - Saudade, 1906
  - Aime-moi, 1911
  - Razão e amor (Raison et amour), 1911
  - Ocaso (Coucher de soleil), 1912
  - Candura (Candeur), 1914
  - Numa concha (Dans un coquillage), 1914
  - Olha-me (Regarde-moi), 1914
  - Canção da ausência (Chanson de l'absence), 1915
  - Luz e névoa (Lumière et brouillard), 1915
  - Canção do Rio (Chanson de Rio), 1917
  - Jangada (Radeau), 1920.
- Chant et orchestre
  - Amanhece (Le jour se lève), s.d.
  - Xácara (Bastide), s.d.
  - Trovas no 1 (Rimes no 1), s.d.
  - Trovas no 2 (Rimes no 2), s.d.
  - Dolor supremus, s.d.
  - Oração ao diabo (Prière au diable), s.d.
  - Sempre (Toujours), s.d.
  - Anoitece (La nuit tombe), s.d.
  - Cantigas (A guitarra) (Chansons (la guitare)), s.d.
  - Dor sem consolo (Douleur inconsolable), s.d.
  - A despedida (L'adieu), s.d.
  - Medroso de amor (Moreninha) (Amoureux craintif (Brunette)), 1894
  - Tu és o sol (Tu es le soleil), 1894
  - Epitalâmio (Enfim) (Epithalamion (Enfin)), 1897
  - Cantilena (Cantilène), 1902
  - Coração indeciso (Cœur indécis), 1903
  - Filomela, 1903
  - Soneto (Sonnet, 1904
  - Chanson, 1906
  - Turquesa (Turquoise), 1906
  - Nossa velhice (Notre vieillesse), 1913
  - Le miracle de la semence, 1917.
- Chœur
  - Baile na flor (Bal dans la fleur), pour chœur de femmes, s.d.
  - Tambores e cornetas (Tambours et cornets), s.d.
  - Hino à proclamação da República (Hymne à la proclamation de la République), 1890
  - Hino ao trabalho (Hymne au travail), 1896
  - As Uiaras, pour chœur de femmes, 1896
  - Canção do Norte (Hino ao Ceará) (Chanson du Nord (Hymne à l'État du Ceará)), pour chœur mixte, 1903
  - Hino às árvores (Hymne aux arbres), 1909
  - Hino à Escola Normal (Hymne à l'École Normale), 1914
  - Oração à pátria (Prière à la patrie), 1914
  - Hino à Alsácia-Lorena (Hymne à l'Alsace-Lorraine), 1915
  - Ode à Oswaldo Cruz, 1917
  - Canção do Acre (Chanson de l'État de l'Acre), 1918
  - Hino à paz (Hymne à la paix), 1919
  - Saudação à Bandeira (Salutation au drapeau), 1919.

### Musique sacrée
- Ave Maria no 1, pour chœur de femmes, 1887
- Ave Maria no 2, pour chœur de femmes à quatre voix, s.d.
- Ave Maria no 3, pour chant et orgue, s.d.
- Ave Maria no 4, pour chant et orgue, s.d.
- Canto fúnebre (Chant funèbre), pour chœur à deux voix, 1896
- Ingemisco, pour chant et piano, s.d.
- Invocação à Cruz (Invocation à la Croix), pour chœur à deux voix, s.d.
- Panis Angelicus, pour deux voix et orgue, 1909
- O Salutaris Hostia, pour chœur à quatre voix et orgue, 1911
- O Salutaris Hostia no 2, pour chant et piano, 1897
- Tantum Ergo, pour chœur et orgue, 1911
- Ecce panis angelorum, pour deux voix et orgue, 1911
- Missa (Messe), pour chœur à deux voix et orgue, 1915.